# Шанван (Горња Саона)
Шанван (фр. Champvans) насеље је и општина у источној Француској у региону Франш-Конте, у департману Горња Саона која припада префектури Везул.
По подацима из 2011. године у општини је живело 215 становника, а густина насељености је износила 30,07 становника/km². Општина се простире на површини од 7,15 km². Налази се на средњој надморској висини од 199 метара (максималној 246 m, а минималној 188 m).

## Демографија
| 1962. | 1968. | 1975. | 1982. | 1990. | 1999. | 2011. |
| ----- | ----- | ----- | ----- | ----- | ----- | ----- |
| 199   | 210   | 219   | 206   | 239   | 217   | 215   |

График промене броја становника у току последњих година